# 南侵トンネル
南侵トンネル（なんしんトンネル、朝鮮語: 남침용 땅굴 / 南侵用 땅굴、英語: Infiltration Tunnel）は、朝鮮民主主義人民共和国が軍事境界線を超えて大韓民国側へ掘り進めたトンネル。有事の際に、前線の背後に短時間で兵士や兵器を送り込み、後方攪乱を行う目的で建設されたと推測されている。

## 概要
1974年11月、最初の南侵トンネルが漣川郡の非武装地帯内で発見。翌年に鉄原郡で2本目、1978年には3本目が板門店の南4キロメートル地点の坡州市内で発見されている。1990年に楊口郡で発見された4本目のトンネルは、大断面のトンネルで、短時間で多数の兵士や車両が送り込める規模であった。万一トンネルが発見された時のために、石炭採掘を装う目的で壁には石炭が塗られていた。
2000年代に入ってからも、脱北者などからトンネルの掘削情報がもたらされており、軍事境界線付近を中心に頻繁なボーリング調査による探査が行われている。
2014年12月5日、韓国軍は「ボーリング探査の結果、南侵トンネルの兆候は全くない」と発表したが、南侵トンネルを発見したと主張する者は後を絶たない。

## 各トンネルの概要
第2・第3・第4トンネルは観光客向けに公開されており、トンネル内部の照明やトロッコが整備され、内部を観覧できるようになっている。いずれも軍事境界線近く、民間人出入統制区域内にあるため、入域手続き、指定されたツアーへの参加が必要である。

### 第1トンネル
1974年11月5日、京畿道漣川郡で発見。

### 第2トンネル
1975年3月に江原道鉄原郡で発見。

### 第3トンネル
1978年10月17日、京畿道坡州市で発見。
全長1,635 m、幅2 m、高さ2.1 m、地下73 m。ソウルから52キロまで達しており、首都への奇襲攻撃を想定したものと考えられている。1時間に約3万人の兵士を送り込めると推定される。

### 第4トンネル
1990年3月3日、江原道楊口郡亥安面で発見。全長2052 m、幅2 m、地下145 m。
トンネル探索の際、軍用犬「ハント（HUNT）」は北朝鮮によって仕掛けられた地雷を踏み、爆死。この功績によりトンネル入り口脇に銅像が建立された。
トンネル内部の北朝鮮掘削部分にはトロッコ列車が運行されており、パンチボウル駅～南方限界線駅の間をピストン運行されている（途中下車不可）。
見学するためには楊口シティツアーのパンチボウルコース（乙支展望台とセット）へ事前申し込み。毎週日曜開催されており、冬期には最少催行人数が設定されている。出発地は春川駅1番出口前観光案内所。

## 関連書籍
- 『板門店近くで第三の「南侵トンネル」発見』海外公報館、1978年10月。NDLJP:11925721。